# Mozes and the Firstborn
Mozes and the Firstborn was een Nederlandse psychedelische garagerockband uit Eindhoven. De band werd in 2010 opgericht door zanger, gitarist en songwriter Melle Dielesen, bassist Corto Blommaert en drummer Raven Aartsen. In 2012 voegde ook gitarist Ernst-Jan van Doorn zich bij de band.

## Biografie
In 2011 bracht Mozes and the Firstborn hun eerste EP genaamd I Got Skills uit, die werd opgenomen in Dielesen’s thuis studio. De single I Got Skills werd goed ontvangen en in 2013 tekende de band bij het Nederlandse label Top Notch. In datzelfde jaar bracht de band bij Top Notch hun debut album Mozes and the Firstborn uit, die werd geproduceerd door Michel Schoots van Urban Dance Squad. Dit album leverde de band een platencontract op bij het Amerikaanse indie label Burger Records. Burger Records bracht het zelf getitelde album een jaar later uit in de Verenigde Staten. 
In 2013 werden ze uitgeroepen tot 3FM Serious Talent. Ook tourde de band voor twee jaar kriskras door Europa en de Verenigde Staten met onder anderen The Growlers, Unknown Mortal Orchestra en together PANGEA en stonden zij op festivals als South by Southwest Festival, Best Kept Secret Festival en Lowlands. 
In 2014 werden ze genomineerd voor een Edison in de categorie Rock.
In 2015 bracht Mozes and the Firstborn hun tweede EP genaamd Power Ranger uit. Sindsdien produceert drummer Raven Aartsen alle nummers voor de band. 
In 2016 bracht de band hun tweede album Great Pile of Nothing uit, een meer ingetogen, melancholische plaat met 90's highschoolrock. Datzelfde jaar tourden ze door Nederland en Europa met together PANGEA. 
In 2017 bracht de band hun derde EP Marianne uit, die een jaar later gevolgd werd door de Cassette Club EP. Deze EP werd uitgebracht als voorbereiding op de gelijktijdig bekend gemaakte Mozes Cassette Club. Dit is een ‘club’ voor een beperkt aantal leden die primeurs van nieuwe tracks, demo’s en verhalen over de nummers krijgen in de vorm van een cassette. 
In 2018 bracht Mozes and the Firstborn vier singles uit, Baldy, Sad Supermarket Song, Hello en If I. Deze singles, elk tevens als cassette gereleased, zijn een voorbereiding op hun derde album.  
In 2019 bracht de band hun derde album Dadcore uit . Het album bevat een mix van de favoriete stijlen en genres van de band en heeft het gevoel van een mixtape. Voor dit album werkte de band met onder anderen Chris Coady (Beach House, Slowdive) en Roland Cosio (together PANGEA, Fuzz). Op 5 september kondigt de band aan te stoppen na een laatste concert in de Effenaar op 28 december.

## Discografie

#### Albums
- 2013: Mozes and the Firstborn
- 2016: Great Pile Of Nothing
- 2019: Dadcore

#### Ep's
- 2011: I Got Skills
- 2015: Power Ranger
- 2017: Marianne

#### Singles
- 2013: I Got Skills
- 2013: Peter Jr
- 2014: Waiting For Something New
- 2018: Baldy
- 2018: Sad Supermarket Song
- 2018: Hello
- 2018: If I
- 2019: Blow Up